# Anna Rogowska
Anna Rogowska, née le 21 mai 1981 à Gdynia, est une athlète polonaise spécialiste du saut à la perche.

## Biographie
Elle fait ses débuts lors des mondiaux en salle de 2003 à Birmingham où elle prend une 6e place. Elle se voit rapidement confrontée à une autre Polonaise, Monika Pyrek. Celle-ci la devance de peu lors des mondiaux 2003 de Paris Saint-Denis, obtenant la 4e contre une 6e pour Rogowska.
L'année suivante, celle-ci prend sa revanche et obtient la médaille de bronze lors des Jeux olympiques 2004 à Athènes, sa rivale échouant au pied du podium. Puis en juillet 2005, elle devient, en portant le record de Pologne à 4,80 m, la deuxième perchiste mondiale, derrière la Russe Yelena Isinbayeva. Mais lors des mondiaux d'Helsinki, elle échoue à 4,50 m laissant à sa compatriote Pyrek la médaille d'argent.
En 2009, elle met fin à une longue série de victoires de la Russe en la battant, aux essais, lors du meeting de Crystal Palace. La russe reste toutefois la grande favorite du concours de la perche des championnats du monde de Berlin. La Polonaise s'y impose en réussissant un saut à 4,75 m à son premier essai. La Russe, qui avait décidé de commencer son concours à cette hauteur, échoue lors de son premier essai et avec la réussite de la Polonaise, se voit contrainte de garder ses deux essais suivants pour la barre suivante de 4,80 m où elle échoue de nouveau lors de ses deux tentatives. Anna Rogowska devance sa compatriote Monika Pyrek et l'américaine Chelsea Johnson.
Elle termine 3e des championnats du monde en salle de Doha avec 4,70 m.
Le 5 mars 2011, elle devient championne d'Europe en salle à Paris-Bercy puis le 4 juin, elle gagne le 4e meeting de la ligue de diamant 2011 : le Prefontaine Classic avec 4,68 m. Murer qu'elle devance à Eugene va néanmoins prendre sa revanche aux Bislett Games d'Oslo et gagne avec 4,60 m ; Anna Rogowska finit 3e avec 4,40 m. Elle remporte ensuite le concours des championnats d'Europe par équipe de Stockholm avec 4,75 m en établissant la meilleure marque de l'année à égalité avec celle de Silke Spiegelburg qui termine deuxième avec la même marque mais termine malheureusement à la 10e place des mondiaux de Daegu avec 4,55 m.
En 2012, elle se qualifie pour la finale des Jeux olympiques mais ne franchit pas la barre d'entrée en finale. Elle ajoute en mars 2013 une nouvelle médaille continentale en remportant l'argent des Championnats d'Europe en salle de Göteborg en étant battue aux barrages par la Britannique Holly Bleasdale. En août suivant, elle échoue en qualification des championnats du monde de Moscou où elle ne franchit aucune barre.
En 2014, elle prend la cinquième place des championnats du monde en salle de Sopot avec 4,65 m. Lors de la saison estivale, elle franchit par trois fois 4,50 m, sa meilleure performance de la saison. Elle ne participe pas aux championnats d'Europe de Zurich.
Elle annonce le 27 février 2015 mettre un fin à sa carrière sportive.

## Palmarès
| Date | Compétition                       | Lieu          | Résultat | Marque |
| ---- | --------------------------------- | ------------- | -------- | ------ |
| 2002 | Championnats d'Europe             | Munich        | 7e       | 4,30 m |
| 2003 | Championnats du monde en salle    | Birmingham    | 6e       | 4,35 m |
| 2003 | Championnats d'Europe espoirs     | Bydgoszcz     | 3e       | 4,35 m |
| 2003 | Championnats du monde             | Paris         | 7e       | 4,45 m |
| 2004 | Championnats du monde en salle    | Budapest      | 7e       | 4,40 m |
| 2004 | Jeux olympiques                   | Athènes       | 3e       | 4,70 m |
| 2004 | Finale mondiale                   | Monaco        | 3e       | 4,60 m |
| 2005 | Championnats d'Europe en salle    | Madrid        | 2e       | 4,66 m |
| 2005 | Championnats du monde             | Helsinki      | 6e       | 4,35 m |
| 2005 | Finale mondiale                   | Monaco        | 7e       | 4,35 m |
| 2006 | Championnats du monde en salle    | Moscou        | 2e       | 4,75 m |
| 2007 | Championnats d'Europe en salle    | Birmingham    | 3e       | 4,66 m |
| 2007 | Championnats du monde             | Osaka         | 8e       | 4,60 m |
| 2008 | Championnats du monde en salle    | Valence       | 6e       | 4,55 m |
| 2008 | Coupe d'Europe                    | Annecy        | 2e       | 4,66 m |
| 2008 | Jeux olympiques                   | Pékin         | 10e      | 4,45 m |
| 2009 | Championnats du monde             | Berlin        | 1re      | 4,75 m |
| 2009 | Finale mondiale                   | Thessalonique | 4e       | 4,50 m |
| 2010 | Championnats du monde en salle    | Doha          | 3e       | 4,70 m |
| 2010 | Championnats d'Europe par équipes | Bergen        | 3e       | 4,40 m |
| 2011 | Championnats d'Europe en salle    | Paris         | 1re      | 4,85 m |
| 2011 | Championnats d'Europe par équipes | Stockholm     | 1re      | 4,75 m |
| 2011 | Championnats du monde             | Daegu         | 10e      | 4,55 m |
| 2012 | Jeux olympiques d'été             | Londres       | —        | NM     |
| 2013 | Championnats d'Europe en salle    | Göteborg      | 2e       | 4,67 m |
| 2013 | Championnats d'Europe par équipes | Gateshead     | 3e       | 4,40 m |
| 2014 | Championnats du monde en salle    | Sopot         | 5e       | 4,65 m |

## Records
| Épreuve          | Épreuve   | Performance | Lieu      | Date         |
| ---------------- | --------- | ----------- | --------- | ------------ |
| Saut à la perche | Plein air | 4,83 m      | Bruxelles | 26 août 2005 |
| Saut à la perche | Salle     | 4,85 m      | Paris     | 6 mars 2011  |